# Big Metal Birds
Big Metal Birds – debiutancki album zespołu Janitor Joe wydany w 1993 roku przez wytwórnię Amphetamine Reptile Records. Nagrań dokonano w grudniu 1992 w AmRep Recording Division.

## Lista utworów
1. "Early Retirement" (muz. K. Pfaff, sł. J. Breuer) – 3:13
2. "Voucher" (muz. K. Pfaff, sł. J. Breuer) – 2:03
3. "Boyfriend" (muz. i sł. J. Breuer) – 2:49
4. "Limited Edition" (muz. i sł. K. Pfaff) – 2:19
5. "One Eye" (muz. i sł. J. Breuer) – 3:47
6. "Big Metal Birds" (muz. i sł. J. Breuer) – 3:13
7. "Boys in Blue" (muz. K. Pfaff, sł. J. Breuer) – 3:43
8. "Slur" (muz. K. Pfaff, sł. J. Breuer) – 2:28
9. "Steel Plate" (muz. K. Pfaff, sł. J. Breuer) – 3:05
10. "Goal Oriented" (muz. Janitor Joe, sł. J. Breuer) – 3:22
11. "Sunshine" (muz. i sł. J. Breuer) – 2:37
12. "Head" (muz. K. Pfaff, sł. J. Breuer) – 2:04
13. "African Necklace" (muz. Janitor Joe, sł. J. Breuer) – 3:03

## Skład
- Joachim Breuer – śpiew, gitara
- Kristen Pfaff – gitara basowa, śpiew
- Matt Entsminger – perkusja

produkcja
- Tim Mac – inżynier dźwięku
- Janitor Joe – produkcja